# Tituly a vyznamenání Georgije Žukova

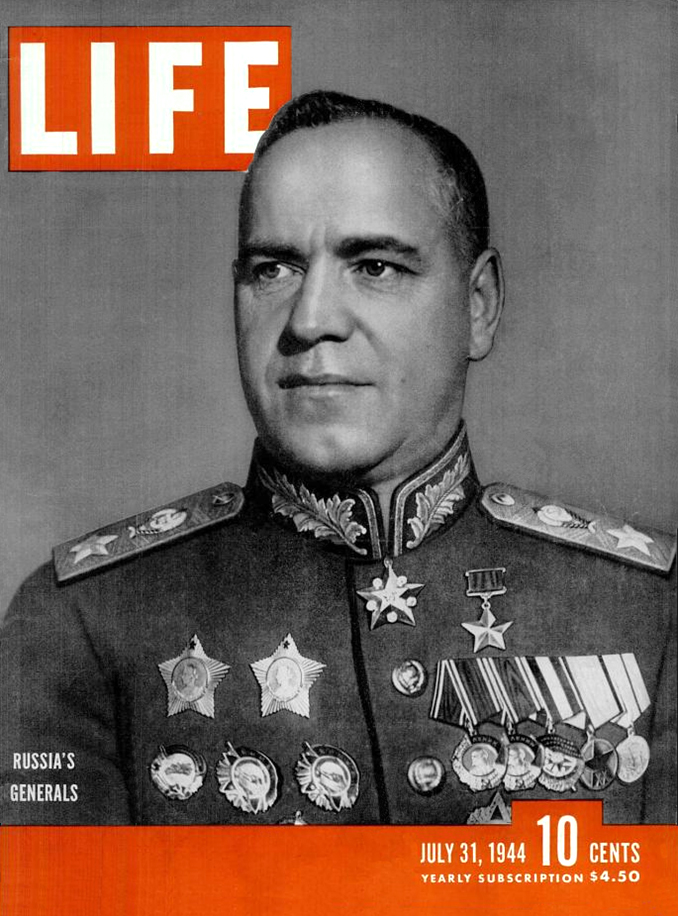
G. K. Žukov v uniformě maršála Sovětského svazu zdobené řadou vyznamenání na obálce časopisu Life ze dne 7. srpna 1944

Georgij Konstantinovič Žukov sovětský vojevůdce a politik, maršál Sovětského svazu obdržel během svého života řadu sovětských i zahraničních řádů a medailí. Mezi nejvyšší vyznamenání patří čestný titul hrdiny sovětského svazu, který mu byl udělen čtyřikrát. Jediným dalším čtyřnásobným recipientem tohoto vyznamenání byl Leonid Iljič Brežněv. Patřil také ke třem lidem, kteří dvakrát obdrželi sovětský Řád vítězství.

## Vyznamenání

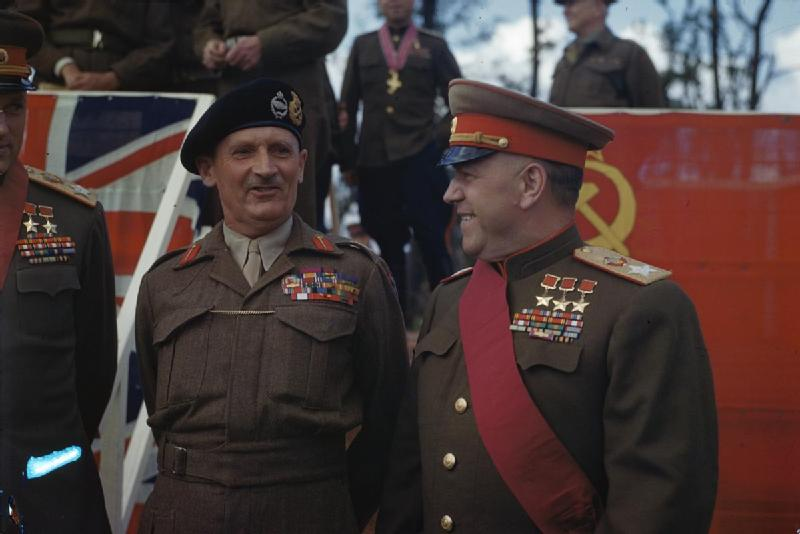
Polní maršál Bernard Montgomery a nejvyšší velitel Rudé armády maršál Georgij Konstantinovič Žukov zachyceni po slavnostním ceremoniálu, na kterém byl Žukovovi slavnostně předán Řád lázně. Berlín, 1945

### Ruská vyznamenání

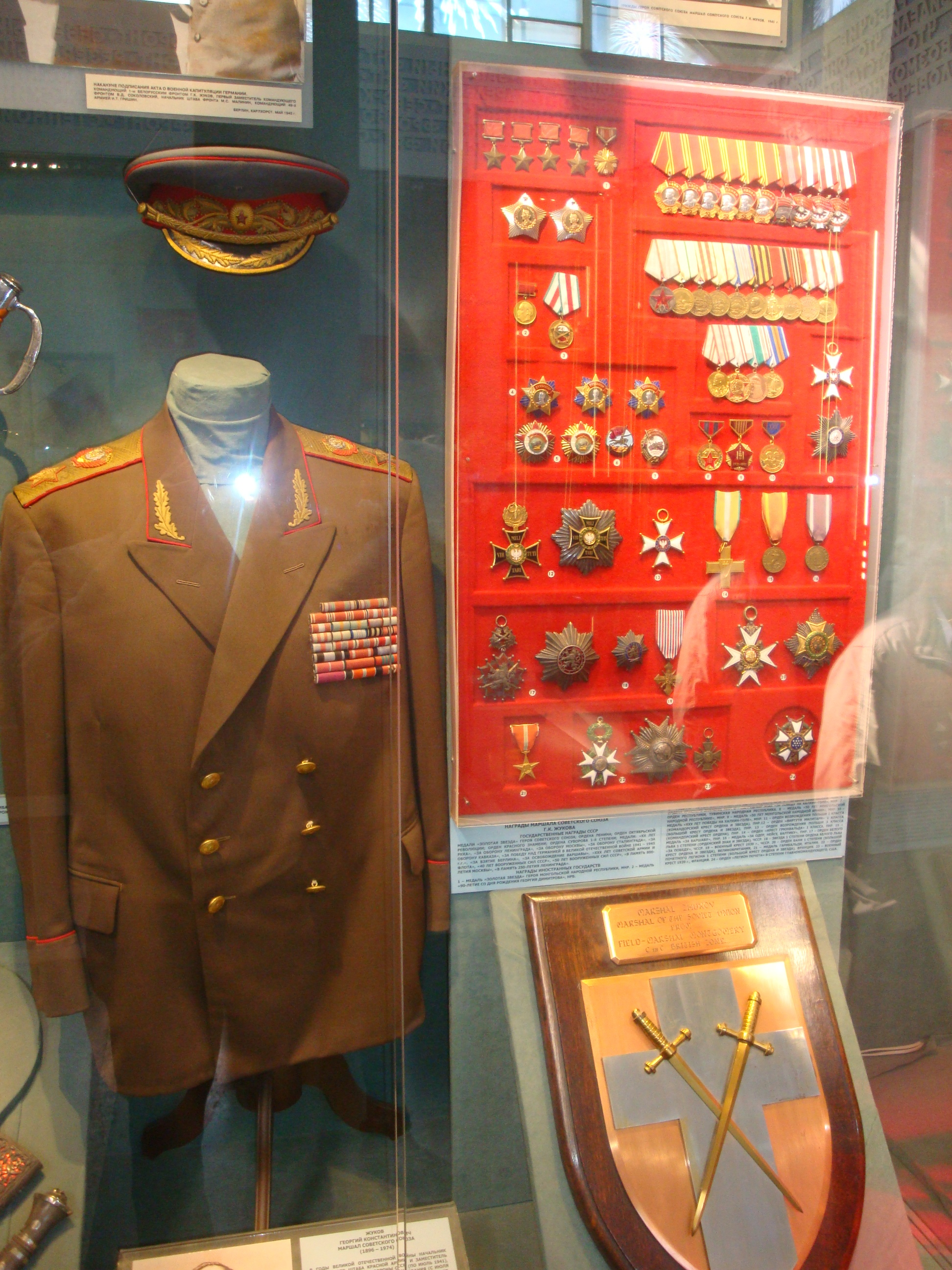
Žukovova maršálská uniforma a soubor jeho řádů a medailí

- Kříž svatého Jiří IV. třídy – 1916
- Kříž svatého Jiří III. třídy – 1917

### Sovětská vyznamenání

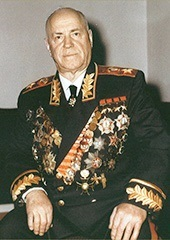
G. K. Žukov v uniformě maršála Sovětského svazu zdobené řadou sovětských i zahraničních vyznamenání

#### Čestné tituly
- Hrdina Sovětského svazu  – 29. srpna 1939, 29. července 1944, 1. června 1945 a 1. prosince 1956

#### Řády
- Leninův řád – 16. srpna 1936, 29. srpna 1939, 1. června 1945, 1. prosince 1956, 1. prosince 1966 a 1. prosince 1971[2]
- Řád vítězství – 10. dubna 1944 (č. 1) a 30. března 1945 (č. 4)[1]
- Řád Říjnové revoluce – 22. února 1968[2]
- Řád rudého praporu – 31. srpna 1922, 3. listopadu 1944 a 20. června 1949[2]
- Řád Suvorova I. třídy – 28. ledna 1943 (č. 1) a 28. července 1943 (č. 39)[2]

#### Medaile
- Medaile 20. výročí dělnicko-rolnické rudé armády – 24. ledna 1938[1]

- Medaile Za obranu Leningradu – 22. prosince 1942[1]
- Medaile Za obranu Moskvy – 1. května 1944[1]
- Medaile Za obranu Stalingradu – 22. prosince 1942[1]
- Medaile Za obranu Kavkazu
- Medaile za vítězství nad Německem ve Velké vlastenecké válce 1941–1945 – 9. května 1945[1]
- Medaile Za dobytí Berlína – 9. června 1945[1]
- Medaile Za vítězství nad Japonskem
- Medaile Za osvobození Varšavy
- Jubilejní medaile 20. výročí vítězství ve Velké vlastenecké válce 1941–1945
- Pamětní medaile 800. výročí Moskvy
- Pamětní medaile 250. výročí Leningradu
- Medaile 30. výročí sovětské armády a námořnictva
- Medaile 40. výročí Ozbrojených sil SSSR
- Medaile 50. výročí Ozbrojených sil SSSR

#### Ostatní
- Čestná zbraň se zlatým obrazem Státního znaku SSSR – 22. ledna 1968[2]
- Zasloužilý pracovník ministerstva vnitra

### Zahraniční vyznamenání
- Bulharsko
  -  Pamětní medaile 90. výročí narození Georgiho Dimitrova
  -  Medaile 25. výročí Bulharské lidové armády
- Československo
  -  Řád Bílého lva za vítězství I. třídy – 1945
  -  Československý válečný kříž 1939 – 1945
  -  Řád Bílého lva I. třídy – 5. srpna 1955[3][pozn. 1]
- Čína
  -  Medaile čínsko-sovětského přátelství – 1953
  -  Medaile čínsko-sovětského přátelství – 1956
- Egypt
  -  velkostuha Řádu za zásluhy
- Francie
  -  velkokříž Řádu čestné legie – 1945[1][4]
  -  Croix de guerre 1939–1945 – 1945[1]
- Itálie
  - Medaile Garibaldina – 1956
- Jugoslávie
  -  Řád svobody – 1956[5]
- Mongolsko
  -  Hrdina Mongolské lidové republiky – 1969[6]
  -  Řád rudého praporu – 1939
  -  Řád rudého praporu – 1942
  -  Medaile Za vítězství nad Japonskem – 1945
  -  Süchbátarův řád – 1968
  -  Süchbátarův řád – 1969
  -  Medaile 30. výročí chalcyn-golského vítězství – 1969
  -  Süchbátarův řád – 1971
  -  Medaile 50. výročí Mongolské lidové revoluce – 1971
  -  Medaile 50. výročí Mongolské lidové armády – 1971
- Polsko
  -  velkokříž Řádu Virtuti Militaria – 1945[1]
  -  Řád grunwaldského kříže I. třídy – 1945[1]
  -  Medaile za Varšavu 1939–1945 – 1946
  -  Medaile Za Odru, Nisu a Baltské moře – 1946
  -  komtur s hvězdou Řádu znovuzrozeného Polska – 1968
  -  komtur Řádu znovuzrozeného Polska – 1973
- Spojené království
  -  čestný rytíř velkokříže Řádu lázně – 1945[1]
- Spojené státy americké
  -  vrchní velitel Legion of Merit[1]
- Tuvinská aratská republika
  - Řád republiky – 1939